# Michaël Vossaert
 (novembre 2019).
Si vous disposez d'ouvrages ou d'articles de référence ou si vous connaissez des sites web de qualité traitant du thème abordé ici, merci de compléter l'article en donnant les références utiles à sa vérifiabilité et en les liant à la section « Notes et références ».

Michael Vossaert, né le 7 juin 1986 à Bruxelles, est un homme politique belge, ancien membre de DéFI qu'il a quitté en mars 2024. Il siège désormais en tant que député indépendant au parlement de la région Bruxelles-capitale et au sein du parlement de la fédération Wallonie-Bruxelles.

## Biographie
Né le 7 juin 1986 à Molenbeek-Saint-Jean, Michaël Vossaert commence son parcours scolaire à l'école Christ-Roi à Laeken. Ensuite, il réalise ses études secondaires au Lycée Maria Assumpta à Laeken. En 2005, Michaël Vossaert entame un bachelier en sciences politiques à l'Université libre de Bruxelles. Quelques années plus tard, il réalise un master en administration publique.

## Parcours Politique
Très jeune, Michaël Vossaert s'implique dans la gestion communale de Molenbeek. En 2008, il participe aux élections régionales de Amina Derbaki Sbaï. La même année, il décroche un poste d'attaché parlementaire jusqu'en 2014. De 2014 à 2017, il devient finalement collaborateur au sein du cabinet du ministre bruxellois Didier Gosuin.
Entre 2011 et 2015, il fut secrétaire politique des jeunes FDF et président des jeunes FDF de Molenbeek-Saint-Jean. De mai 2015 à mai 2017, il fut vice-président du Comité permanent du FDF de Bruxelles et depuis mai 2017, il est président de ce comité. La même année, il devient député au parlement Bruxellois prenant la place de Barbara d'Ursel de Lobkowicz. En 2018 , il est réélu conseiller communal à Molenbeek-Saint-Jean. Il y siège comme seul élu Défi. Il décide en 2020 de céder sa place communale pour s'intéresser pleinement à là région bruxelloise. Il est notamment président de la commission des affaires économiques et de l'emploi. Le 26 janvier 2020, Michaël Vossaert est élu président de la régionale Bruxelloise de DéFI.
En mai 2019, il est réélu député bruxellois et siège également au parlement de la fédération Wallonie -Bruxelles. Depuis 2021, il y siège en tant que chef de groupe DéFI.
Michaël Vossaert se présente en 2022 à la présidence de DéFI. Il atteint le score honorable et historique des suffrages de 41% en tant que challenger face au président sortant François De Smet.
À la suite du climat pesant au sein du parti lors du vote de la liste électorale régionale, Michaël Vossaert décide de quitter DéFi en mars 2024. Il siège désormais en tant que député indépendant au Parlement de la Région bruxelloise et au Parlement de la Fédération Wallonie-Bruxelles. 

## Carrière politique
- Conseiller communal à Molenbeek-Saint-Jean de 2012 à 2020;
- Député au Parlement Bruxellois depuis juillet 2017[6] ;
- Président du comité permanent Bruxellois de DéFI de janvier 2020[7] à mars 2024 ;
- Député au Parlement de la fédération Wallonie-Bruxelles depuis 2021[4] ;
- Chef de groupe DéFI au Parlement de la Fédération Wallonie-Bruxelles de 2021 à 2024 ;

## Football Club Ganshoren
Passionné de football depuis son plus jeune âge, Michaël Vossaert à notamment joué au Football Club Ganshoren. En passant d'entraîneur à directeur sportif, il devient président du club en octobre 2021.

## Objectifs politiques
Michaël Vossaert se concentre sur des questions de sport et d'éducation. Il souhaite notamment développer un modèle alliant sport et étude citant que :"Un jeune ne devrait pas être obligé de faire un choix entre le sport et les études". Il est aussi impliqué dans l'éducation, l'enseignement et la formation. En tant que membre de la commission d'éducation et de l'enseignement supérieur de la fédération Wallonie-Bruxelles, il souhaite revaloriser et redorer le métier d'enseignant. Mais aussi de promouvoir un enseignement plus proche de la réalité du terrain : "La formation doit être source de motivation, émancipatrice, et doit être plus en phase avec le marché de l’emploi". Il porte un regard sur les questions entrepreneuriales, notamment en valorisant l'enseignement de l'esprit d'entreprendre chez les jeunes. Michaël Vossaert est également impliqué dans les questions liées à l'environnement, il faut :"Inciter le monde des entreprises à participer à la lutte contre le réchauffement climatique en proposant des solutions économiques pour atteindre les objectifs environnementaux".